# Llista de cavi d'Europa
En aquest article només es mostra els noms oficials aprovats per la Unió Astronòmica Internacional (UAI).
Aquesta és una llista de cavi amb nom d'Europa

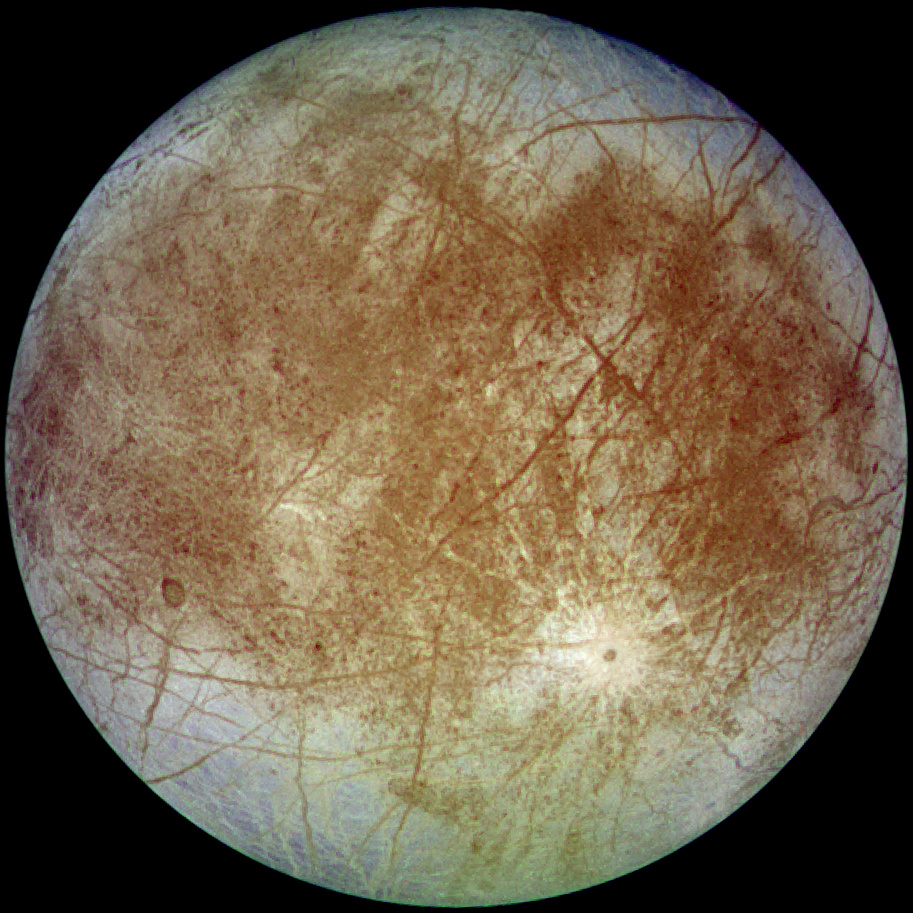
Imatge d'Europa (Júpiter ii)
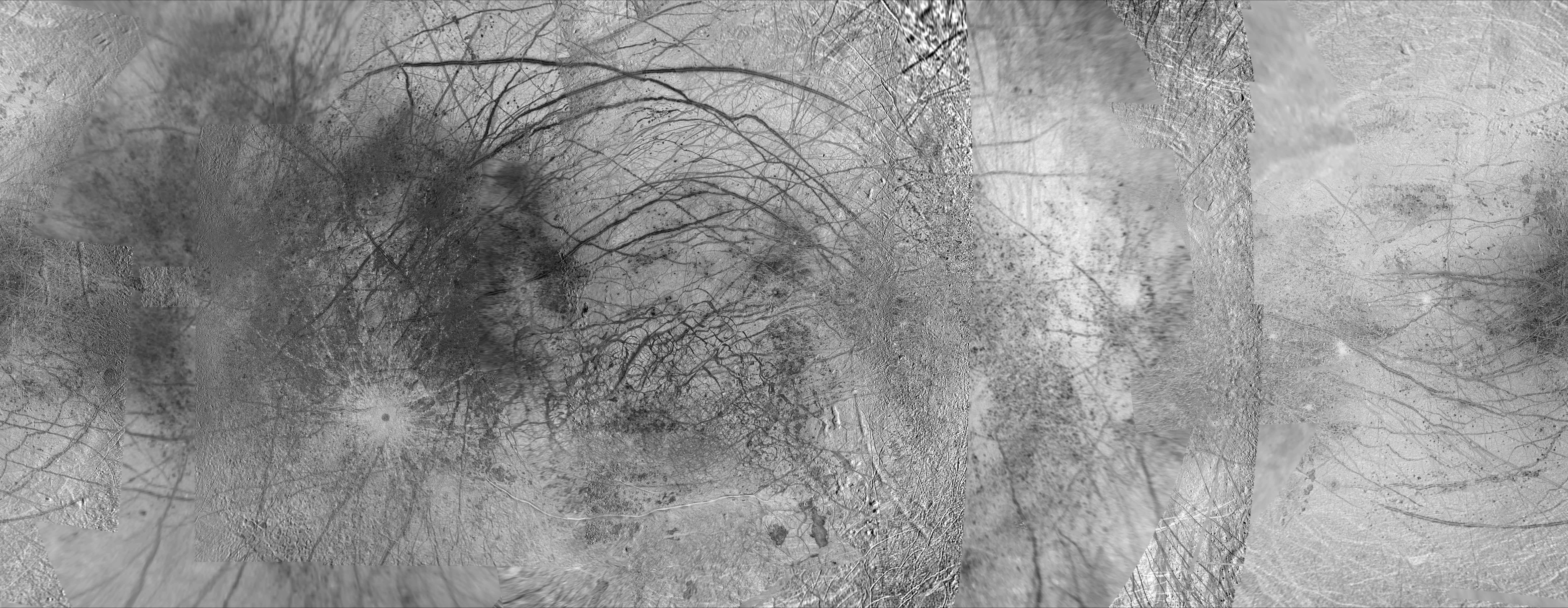
Mapa topogràfic d'Europa

## Llista
Els cavi d'Europa porten noms associats a la mitologia celta.
La latitud i la longitud es donen com a coordenades planetogràfiques amb longitud oest (+ Oest; 0-360).
| Cavus       | Coordenades                | Diàmetre (km) | Epònim | Ref.  |
| ----------- | -------------------------- | ------------- | --- | ----- |
| Moyle Cavus | 25° S, 168° O / 25°S,168°O | 145,00        | A la mitologia celta, un mar fred on els fills de Lir, transformats en cignes, es van veure obligats a passar tres-cents anys. | WGPSN |